# تورع (وحدة قياس)
التورع (℈) هو وحدة صغيرة في نظام الصيدليات، مشتق من scrupulum الروماني القديم (حجر صغير) وحدة ( scrupulus / scrupulum ).

## وحدة الكتلة
التورع هو 1⁄24 ،1⁄3 درام أو 20 حبة. وبالتالي فهي تساوي 1.2959782 غرام . التورع الروماني كان أصغر إلى حد ما، حوالي 1.14 غرام.

## وحدة الحجم
سائل التورع هو 1⁄24 أونصة سائلة أمريكية،1⁄3 درام سائل، 20 منيم، أو 1⁄4 ملعقة شاي أو 1 ملعقة ملح. لذلك فهو يساوي 1.23 ملليلتر.